# جورج الحسن (بازیکن فوتبال، زاده ۱۹۴۱)
جورج الحسن (انگلیسی: George Alhassan; ۹ سپتامبر ۱۹۴۱ – ۲۶ ژوئیهٔ ۲۰۱۳) بازیکن فوتبال اهل غنا بود.
از باشگاه‌هایی که در آن بازی کرده است می‌توان به باشگاه ورزشی هارتس آف اوک اشاره کرد.
وی همچنین در تیم ملی فوتبال غنا بازی کرده است.